# Azorella selago
Espèce
Classification APG II (2003)
Azorella selago est une plante à fleurs de la famille des Apiaceae, à développement en coussin, que l'on rencontre dans les régions australes, notamment sur les îles subantarctiques de l'océan Indien où elle est une composante dominante de la végétation d'origine.

## Description
Azorella selago forme des touffes denses, vivaces et toujours vertes. Les tiges, souvent allongées et ramifiées, longues de 2,5 à 12,5 cm développent un port fastigié compact : elles croissent serrées les unes contre les autres et s'organisent en coussins ou en nappes continues. Les feuilles sont étroitement et densément imbriquées et appliquées contre le rameau. Le pétiole forme une gaine largement enveloppante. Le limbe, plus large que long, dont la face interne porte quelques longs poils, est coriace et concave ; il se divise en 3 à 7 lobes entiers et oblongs, dotés chacun d'une seule nervure et moyennement pointus.

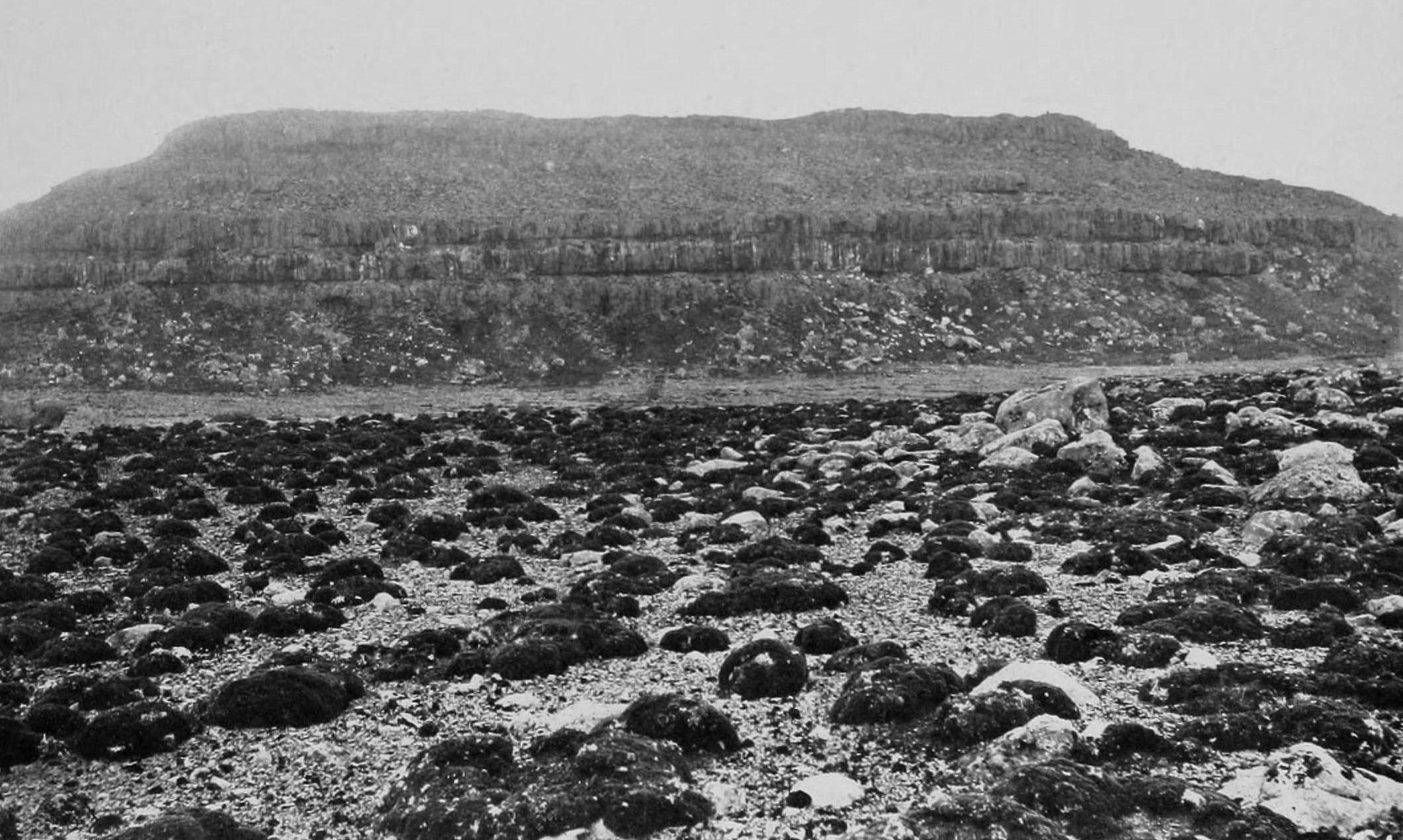
Cliché pris en 1898-1899 par l'expédition de la Valdivia d'une formation à Azorella selago en coussins aux îles Kerguelen.

Les fleurs, vert-jaunâtre (et non rosées comme bizarrement décrites par Hooker), à pédoncule court, dépassant à peine de la surface des coussins, sont groupées par trois en petites ombelles. Les folioles de l'involucre sont allongés et légèrement effilés. Le calice présente de petites dents pointues. Les fruits, de forme ovale, terminés pas deux styles allongés, sont des diakènes dont les deux éléments, légèrement convexes et porteurs de cinq côtes, sont très fortement comprimés dorsalement et se trouvent très étroitement serrés l'un contre l'autre.
Azorella selago croît sur sa propre matière décomposée, une masse humifère qui peut atteindre plus d'un mètre d'épaisseur. La partie vivante ne forme souvent qu'une “croûte” qui enfonce ses racines à travers cet “humus”. Des analyses d'ADN ont montré qu'un même coussin était le plus souvent composé de plusieurs individus génétiquement distincts.

## Phénologie
Pendant les périodes d'hiver austral, la couleur du feuillage peut virer vers le brun tout en restant vivace.
Quelques fleurs peuvent apparaître discrètement tout au long de l'année, mais la floraison intervient principalement en octobre-novembre.

## Taxonomie

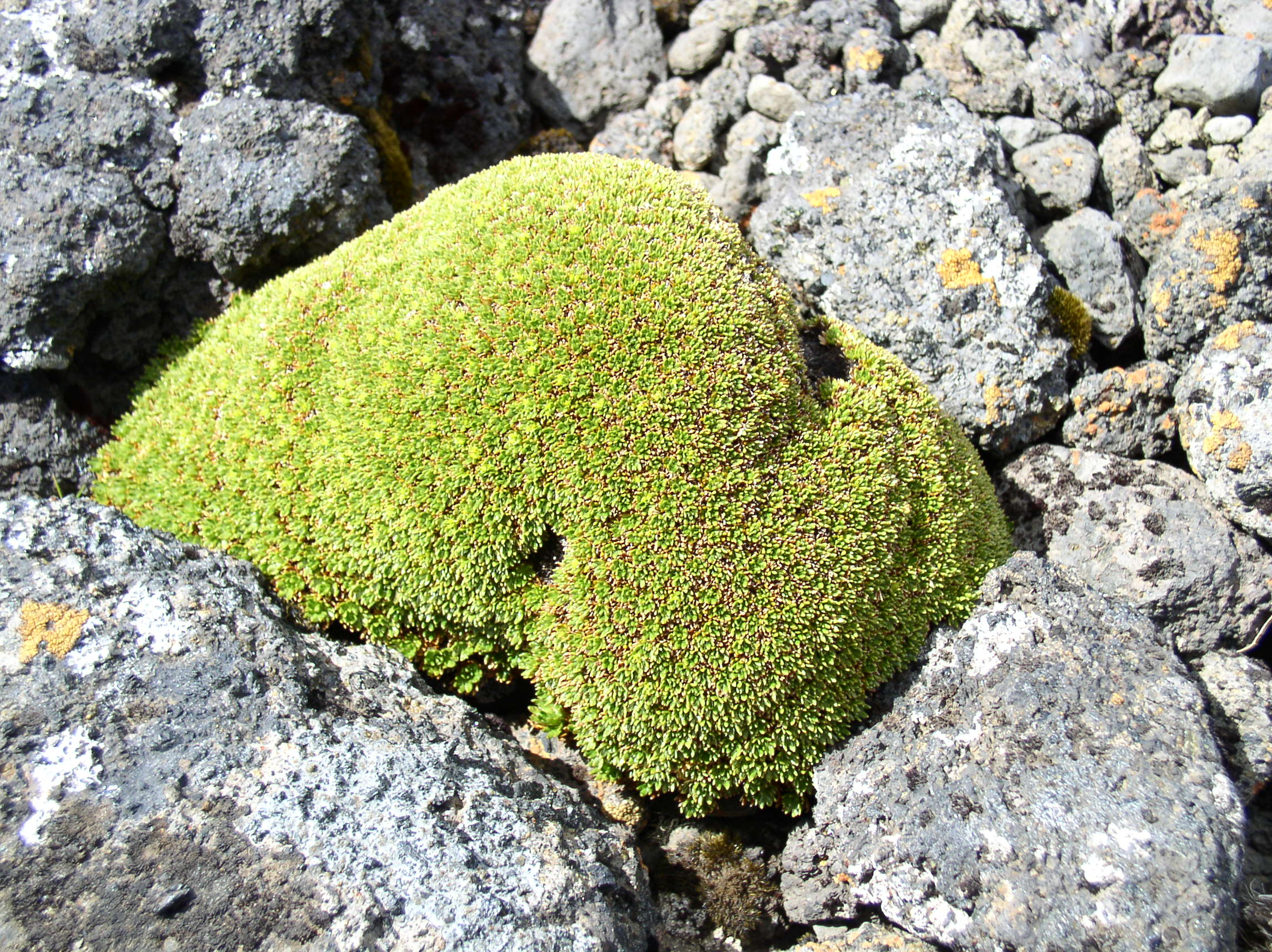
Coussin d'azorelle (Azorella selago) sur l'île de la Possession (Crozet)

La position taxonomique d'Azorella selago n'est pas encore établie avec précision de manière stable.
La famille des Apiaceae (les “Ombellifères”), à laquelle Azorella selago est actuellement rattachée, est elle-même contestée par certains auteurs qui considèrent qu'il n'est pas justifié de distinguer cette famille de celle des Araliaceae. Pour le moins, un groupe de plantes dont celles du genre Azorella, rassemblées un temps dans la sous-famille des Hydrocotyloideae, s'est révélé polyphylétique, avec certaines espèces manifestement à inclure parmi les Araliaceae classiques. Bien que la communauté scientifique n'ait pas encore adopté de consensus sur la fusion ou la démarcation des deux familles, il n'est cependant pas surprenant de voir apparaître dans certaines publications Azorella selago parmi les Araliaceae.
Des études complémentaires ont alors montré qu'une sous-famille des Azorelloideae n'était pas plus pertinente et que même la cohésion du genre Azorella, basé sur des caractères purement morphologiques, pouvait être remise en question. Au-delà, les distinctions entre espèces proches d'azorelles, celles à port en coussins compacts, pourraient s'avérer aussi bien infondées qu'à l'inverse insuffisantes.
De prochains bouleversements dans la classification d'Azorella selago, ou dans sa dénomination, ne sont donc pas à écarter.
L'origine du nom Azorella reste mystérieuse. Le genre fut créé par Lamarck en 1783 pour l'espèce Azorella filamentosa à partir d'éléments collectés par Commerson dans les “terres magellaniques” lors de l'expédition autour du monde de Bougainville. Lorsque Hooker décrivit ensuite d'autres espèces du genre Azorella, il supposa que Lamarck avait repris le nom de genre déjà retenu par Commerson. Certains y voient une allusion aux Açores, mais le lien ne semble pas évident et, en l'absence de notes explicatives, bien hypothétique.
L'épithète selago, attribué par Hooker et publié en 1847, fait quant à lui clairement référence à la ressemblance des rameaux, aux feuilles en écailles imbriquées, avec ceux de certains lycopodes, dont Dillenius considéra qu'ils correspondaient au “Selago” décrit par Pline l'Ancien. Le nom d'une autre espèce d'azorelle, Azorella lycopodioides, a la même signification.

## Répartition géographique
Azorella selago est répertoriée en Amérique du Sud (dans la cordillère centrale des Andes de Patagonie, en Terre de Feu et aux îles Malouines) où elle occupe une place secondaire dans la végétation, loin derrière d'autres espèces du genre Azorella ou d'autres plantes à port en coussin. Elle est absente de la Géorgie du Sud.
C'est en revanche la seule azorelle des îles australes de l'océan Indien (archipel du Prince-Édouard, îles Crozet, îles Kerguelen, îles Heard-et-MacDonald) où elle forme un habitat biologique de première importance. En 1840, le botaniste Joseph Dalton Hooker, qui décrivit l'espèce lors de l'expédition autour de l'Antarctique de Sir James Clark Ross, la déclara comme « l'espèce la plus abondante du pays de Kerguelen, couvrant le sol rocheux jusqu'au plus près de la mer, en masses brunes de plusieurs pieds d'épaisseur, et souvent si molles que le voyageur s'y enfonce ou passe au travers jusqu'à la moitié du corps. » Cependant, l'introduction des lapins a fait ensuite en grande partie disparaître de l'archipel cette azorelle, qui ne subsiste aujourd'hui en abondance que sur les îles, îlots et zones isolées indemnes de ces bêtes à longues oreilles.
Une espèce très proche, Azorella macquariensis, qui n'a été considérée en tant qu'espèce distincte que depuis 1989, est présente sur l'île Macquarie dans l'océan Pacifique.

## Écologie
Azorella selago est une espèce caractéristique et prépondérante de la végétation naturelle des îles subantarctiques de l'océan Indien. C'est encore aujourd'hui la plante à fleurs la plus abondante de la flore des îles sud-africaines Marion et du Prince-Édouard et de l'île australienne Heard. C'était aussi manifestement le cas aux îles Kerguelen, avant l'introduction  des lapins au XIXe siècle et leur prolifération. Cette azorelle est également très fréquente aux îles Crozet. Elle est en revanche absente des îles Saint-Paul et Amsterdam dont le climat est plutôt subtropical. Dans les montagnes de Patagonie, on trouve Azorella selago entre 300 et 700 m d'altitude, où elle caractérise, en association avec Bolax gummifera, la toundra montagnarde en coussins.
Azorella selago structure plusieurs types d'habitats.  Elle est  notamment typique des fellfields, ces étendues pierreuses balayées par le vent, que l'azorelle parsème plus ou moins densément de ses coussins mais elle est également bien représentée dans la plupart des groupements de la végétation subantarctique d'origine.
C'est une plante colonisatrice. Elle est pionnière dans les milieux difficiles comme les fellfields. Elle ne s'installe en revanche pas la première dans des milieux neufs comme les étendues libérées par le recul des glaciers : elle arrive seulement après plusieurs années lorsque le lessivage des limons et des argiles dans les sols s'est un peu stabilisé. En raison de son enracinement juvénile pivotant et profond, elle est alors moins fugace que les premières espèces apparues, à l'enracinement superficiel.
Au bout du compte,  Azorella selago s'avère une excellente compétitrice lorsque les conditions climatiques sont âpres : elle conserve alors une place dominante dans les associations végétales. En revanche, le réchauffement climatique pourrait donner l'avantage aux autres espèces et reléguer l'azorelle à un rang subalterne ou l'obliger à grimper dans les montagnes.
Mais avant tout, la principale cause de régression est due aux animaux herbivores, introduits dans un environnement qui en était exempt, en particulier les lapins, mais également les rennes, voire les souris ou les moutons. Les  lapins, probablement apportés aux Kerguelen en 1874 par la mission astronomique anglaise du Volage, ont en quelques années ravagé les formations d'azorelle, en la consommant et en y creusant leurs terriers, et l'ont pratiquement fait disparaître de la Grande Terre et de quelques autres îles satellites, favorisant une végétation dégradée de substitution dominée par Acaena magellanica. Des lapins furent également lâchés dans l'archipel des Crozet, sur l'île de l'Est et sur l'île aux Cochons, et dans l'océan Pacifique sur l'île Macquarie où ils provoquèrent des dégâts comparables sur Azorella macquariensis.

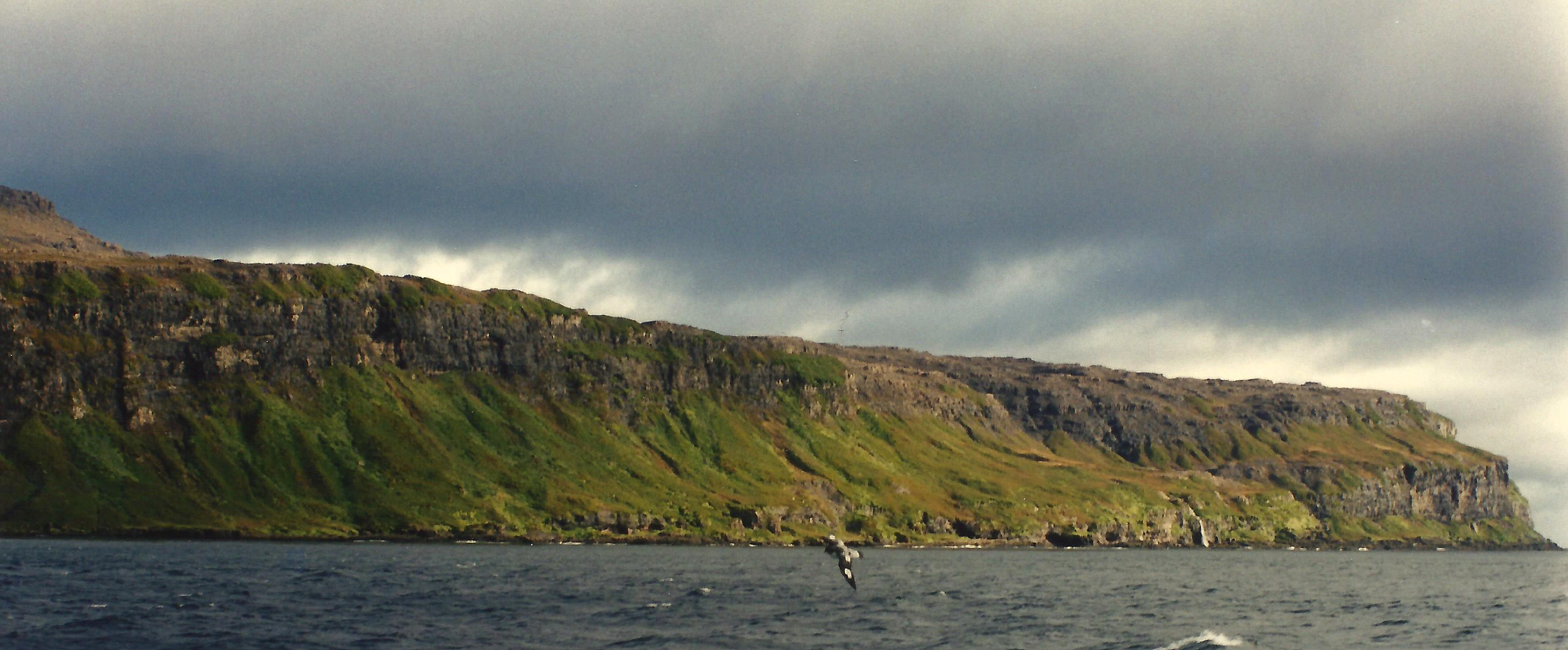
Les côtes de l'île Foch, qui est dépourvue de mammifères introduits, sont encore couverts d'un tapis verdoyant d'azorelle.

Des oiseaux marins comme les pétrels bleus creusent leurs terriers de nidification de manière fréquente dans l'azorelle.
Une opération d'éradication des lapins a été réalisée aux Kerguelen à partir de 1992 sur trois îles du Golfe du Morbihan pour tester la réponse de la végétation à l'arrêt du broutage et espérer le retour de communautés végétales plus diversifiées et plus propices à la nidification des oiseaux. Cinq ou six ans après que les derniers lapins eurent disparu, l'amélioration de la diversité végétale fut sensible ; des espèces comme l'azorelle ou comme le chou de Kerguelen se mirent effectivement à recoloniser les milieux mais de manière très lente, le changement profitant surtout aux espèces exogènes comme le pissenlit capables de se reproduire rapidement et de mieux tolérer les effets asséchants du réchauffement climatique.